# ماری بت ایوانس
 ماری بت اوانس (انگلیسی: Mary Beth Evans؛ زادهٔ ۷ مارس ۱۹۶۱) یک هنرپیشه اهل ایالات متحده آمریکا است.